# Lingle
Lingle is een plaats (town) in de Amerikaanse staat Wyoming, en valt bestuurlijk gezien onder Goshen County.

## Demografie
Bij de volkstelling in 2000 werd het aantal inwoners vastgesteld op 510. In 2006 is het aantal inwoners door het United States Census Bureau geschat op 488, een daling van 22 (-4,3%).

## Geografie
Volgens het United States Census Bureau beslaat de plaats een oppervlakte van 0,8 km², geheel bestaande uit land. Lingle ligt op ongeveer 1272 m boven zeeniveau.

## Plaatsen in de nabije omgeving
De onderstaande figuur toont nabijgelegen plaatsen in een straal van 40 km rond Lingle.